# Російська асоціація пролетарських музикантів
Російська асоціація пролетарських музикантів (РАПМ) — музично-суспільна організація, що існувала з 1923 по 1932.
РАПМ була заснована в Москві (голова Д. А. Черномордиков). Об'єднувала рад. композиторів, музикознавців і муз. педагогів. У неї входили композитори Олександр Давиденко, Віктор Білий, Борис Шехтер і ін. Спочатку називалася «Асоціація пролетарських музикантів», згодом — «Всеросійська асоціація пролетарських музикантів». 
РАПМ, а також ПРОКОЛЛ (Виробничий колектив студентів Московської консерваторії) боролися за монополію в музичній культурі, оголосивши себе єдиними дійсними представниками пролетаріату в музиці, борцями за її ідеологічну чистоту. Діяльність РАПМ проходила в дусі «більшовизації» музичної культури: здійснювався «чекістський контроль» у музиці й музичних установах — видавництвах, консерваторіях, вишукувалися «класові вороги», «шкідники в музиці», «троцькісти», «опортуністи», «вороги народу», «формалісти» тощо. Багато зразків класичної музики, джаз були оголошені РАПМом ідейно далекими пролетаріату. Видавалися журнали «Пролетарський музикант» (1929—1932) і «За пролетарську музику» (1930—1932).
Основна боротьба велася з композиторами Асоціації сучасної музики (АСМА). Лідер АСМА Микола Рославець називав цю діяльність «свистопляскою шибеників і вакханалією невігласів».
РАПМ ліквідовано постановою ЦК ВКП(б) «Про перебудову літературно-художніх організацій» (1932).

## Читайте також
- Асоціація пролетарських музикантів України